# Гарлем (Джорджія)
Гарлем (англ. Harlem) — місто (англ. city) в США, в окрузі Колумбія штату Джорджія. Населення — 3571 особа (2020).

## Географія
Гарлем розташований за координатами 33°24′56″ пн. ш. 82°18′50″ зх. д. / 33.41556° пн. ш. 82.31389° зх. д. (33.415514, -82.313907).  За даними Бюро перепису населення США в 2010 році місто мало площу 11,75 км², з яких 11,71 км² — суходіл та 0,04 км² — водойми.

## Демографія
Згідно з переписом 2010 року, у місті мешкало 2666 осіб у 1020 домогосподарствах у складі 722 родин. Густота населення становила 227 осіб/км².  Було 1120 помешкань (95/км²).
Расовий склад населення:
| - 70,7 % — білих - 23,9 % — чорних або афроамериканців - 1,1 % — азіатів - 0,3 % — вихідців з тихоокеанських островів - 0,3 % — корінних американців - 1,5 % — осіб інших рас |

До двох чи більше рас належало 2,3 %. Частка іспаномовних становила 4,2 % від усіх жителів.
За віковим діапазоном населення розподілялося таким чином: 28,6 % — особи молодші 18 років, 58,6 % — особи у віці 18—64 років, 12,8 % — особи у віці 65 років та старші. Медіана віку мешканця становила 34,7 року. На 100 осіб жіночої статі у місті припадало 90,0 чоловіків;  на 100 жінок у віці від 18 років та старших — 83,7 чоловіків також старших 18 років.
Середній дохід на одне домашнє господарство  становив 65 649 доларів США (медіана — 48 726), а середній дохід на одну сім'ю — 75 638 доларів (медіана — 53 162). Медіана доходів становила 50 489 доларів для чоловіків та 30 515 доларів для жінок. За межею бідності перебувало 19,8 % осіб, у тому числі 28,4 % дітей у віці до 18 років та 10,9 % осіб у віці 65 років та старших.
Цивільне працевлаштоване населення становило 1298 осіб. Основні галузі зайнятості: освіта, охорона здоров'я та соціальна допомога — 24,1 %, роздрібна торгівля — 11,8 %, науковці, спеціалісти, менеджери — 9,6 %, виробництво — 9,6 %.

## Відомі люди
- Олівер Гарді (1892 — 1957) — американський комедійний актор.